# Buran (meteorologia)

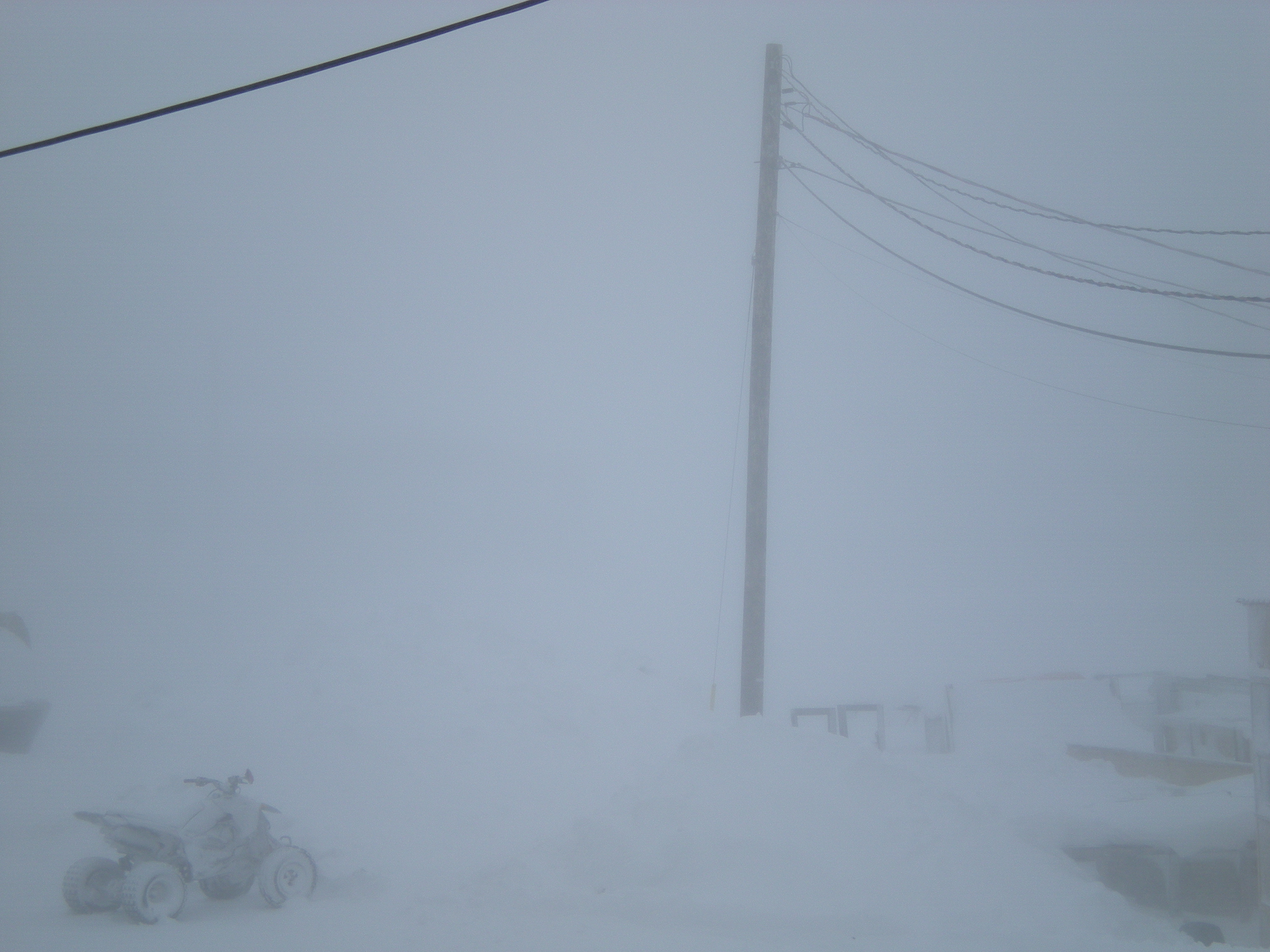
Burza śnieżna

Buran (ros. буран, tur. boran) – silny i porywisty wiatr północno-wschodni i północny wiejący zimą na obszarze środkowej i południowej Syberii, Uralu i Powołża, połączony ze śnieżycą (określenie też dla zasp i lodowych diun). Nazywany jest też zamiecią śnieżną stepową. Nad tundrą jest nazywany purga.
Buran trwa zwykle kilka dni, a prędkość wiatru może dochodzić do 24-34 m/s.
Z tą zamiecią śnieżną można spotkać się w Rosji (Baszkortostan, obwody: orenburski, czelabiński, kurgański i wołgogradzki), stepowej części Ukrainy oraz w Kazachstanie.

## Zagrożenie
Spowodowane buranem trudności w transporcie powodują straty w gospodarce. Każdego roku wiele osób podczas buranu doznaje odmrożeń.